# Chi perde paga
Chi perde paga (Finders Keepers) è un romanzo thriller di Stephen King, pubblicato negli USA il 2 giugno 2015 e il 22 settembre dello stesso anno in Italia. È il secondo capitolo della trilogia di Bill Hodges.
È il seguito di Mr. Mercedes ma la storia è incentrata sull'omicidio di John Rothstein (ispirato vagamente a J. D. Salinger), sul suo assassino Morris Bellamy e le vicende scaturite. Con la sua morte sono spariti i taccuini che contengono due suoi romanzi inediti e che valgono milioni di dollari. Tornano in scena l'anziano ex detective Bill Hodges con la sua agenzia investigativa "Finders Keepers", dove lavorano Holly Gibney e Jerome Robinson.

## Trama
1978. Morris Bellamy, il fan più sfegatato di John Rothstein, fa irruzione nella sua abitazione per rapinarlo, ma soprattutto per vendicarsi dello scrittore che, nell'ultimo romanzo, ha snaturato il suo personaggio preferito, Jimmy Gold. Dopo aver ucciso l'autore, il criminale e i suoi complici trovano molti contanti nella cassaforte, e più di cento taccuini Moleskine che contengono gli ultimi due romanzi della saga. In un primo momento cerca di venderli ad un vecchio amico, Andrew Halliday, ma data la morte recente dello scrittore, gli consiglia di nasconderli e recuperarli successivamente. Così Bellamy sotterra contanti e taccuini sotto un albero vicino a casa sua. 
La sera stessa il criminale va in un bar, si ubriaca e stupra una donna. Senza rendersene conto, viene arrestato e condannato all'ergastolo. L'omicidio di John Rothstein rimane irrisolto.
2010. Pete Saubers, figlio di Tom Saubers, una delle vittime dell'attentato di Mr. Mercedes, gira nel suo giardino e nota un buco nel terreno vicino ad un albero. Comincia a scavare e trova il tesoro di Morris Bellamy, con i taccuini e i contanti intatti. Pete decide di aiutare i suoi genitori inviando ogni mese 500 dollari per posta, in quanto la loro situazione economica versa in cattive acque. Questo prosegue per alcuni anni, e l'adolescente si appassiona ai romanzi di John Rothstein, sognando di laurearsi in letteratura. Quando i soldi finiscono, Peter cerca di vendere i suoi taccuini a qualche venditore locale.
Nel frattempo Morris Bellamy è uscito dal carcere, ha quasi sessant'anni e il suo unico scopo è riprendere i romanzi di Rothstein. Quando arriva al nascondiglio però, non trova nulla, ed è convinto che dietro tutto questo ci sia la famiglia Saubers, che abita nella sua vecchia casa. Tina Saubers, sorella di Pete, sospetta che il fratello sia coinvolto in qualcosa di illegale, così ne parla con Barbara Robinson, e insieme si recano nell'agenzia di Bill Hodges. Egli con la sua squadra cercherà di salvare l'adolescente contro il vendicativo Bellamy.

## Personaggi
- Morris Bellamy, fan accanito di John Rothstein ed ossessionato dal personaggio Jimmy Gold della saga dell'autore. È stato più volte arrestato per diversi reati, odia la madre che si crede intellettualmente superiore a lui. All'epoca dell'omicidio di Rothstein ha circa 24 anni
- John Rothstein, scrittore di successo grazie alla sua saga su Jimmy Gold
- Pete Saubers, figlio di Tom Saubers, è un adolescente che vive nella vecchia casa di Morris Bellamy. Dopo aver trovato i taccuini di Rothstein, si appassiona alla letteratura e alla scrittura
- Tom Saubers, rimasto disabile dopo l'attentato al City Center, lavora nel campo immobiliare
- Tina Saubers, sorella minore di Tom
- Bill Hodges, detective in pensione che ora ha la sua agenzia investigativa, la "Finders Keepers"
- Jerome Robinson, giovane adulto che frequenta la Harvard University, ma che lavora anche nell'agenzia di Hodges
- Holly Gibney, braccio destro di Bill Hodges nell'agenzia, si occupa di ricerche informatiche
- Andrew Halliday, titolare della  libreria Rare editions e vecchio amico di Morris, viene ucciso dallo stesso Bellamy dopo aver rifiutato i taccuini di Rothstein

## Edizioni
- Stephen King, Chi perde paga, traduzione di Giovanni Arduino, Sperling & Kupfer, 2015,  p. 469, ISBN 978-88-200-5903-3.